# The Uncanny Valley (альбом)
The Uncanny Valley (с англ. — «Зловещая долина») ― четвёртый альбом Джеймса Кента, известного под псевдонимом Perturbator, записанный в жанре дарксинт, подвиде электронной музыки. Пластинка вышла 6 мая 2016 года. The Uncanny Valley сюжетно продолжает Dangerous Days. Действие пластинки происходит в Токио XXII века. В альбоме повествуется о борьбе с религиозной сектой, которая желает подчинить себе горожан.  
По словам музыканта, из-за неопытности он не смог полностью раскрыть замысел Dangerous Days. Из-за этого он решил полностью его реализовать в The Uncanny Valley. При записи артист вдохновлялся произведениями в жанре киберпанк, музыкой и фильмами XX века. Обложку создал Ариэл Цукер-Брюлл, который и раньше рисовал Джеймсу иллюстрации к пластинкам. В день выхода пластинки был выпущен The Uncanny Valley — Bonus, куда попали дополнительные треки, неподходящие по стилю. После релиза альбома Perturbator отправился в тур по Европейскому Союзу. Для композиций «Sentient» и «Venger» были созданы видеоклипы. Первоначально планировалось, что клип для первой композиции будет снят с живыми актёрами, но от этой идеи Blood Music отказались. В итоге видеоклип «Sentient» выполнен в пиксельной графике, а для «Venger» был задействован специалист по спецэффектам, который трудился над «Бегущим по Лезвию 2049». 
Данный альбом является одним из последних в «старом стиле» музыканта, который по звучанию напоминает музыку из 80-х годов. Пластинка записана в жанре дарксинт, но при записи музыкант также вдохновлялся металом и джазом. Большинство треков звучат агрессивно и динамично, однако встречаются и спокойные композиции. Для некоторых треков были приглашены посторонние музыканты. The Uncanny Valley был положительно принят критиками. Альбом называли одним из самых важнейших и лучших релизов в жанре дарксинт. Некоторые рецензенты утверждали, что альбом понравится фанатам метала. Впоследствии пластинка многими стала считаться одной из самых успешных альбомов Джеймса Кента.

## История

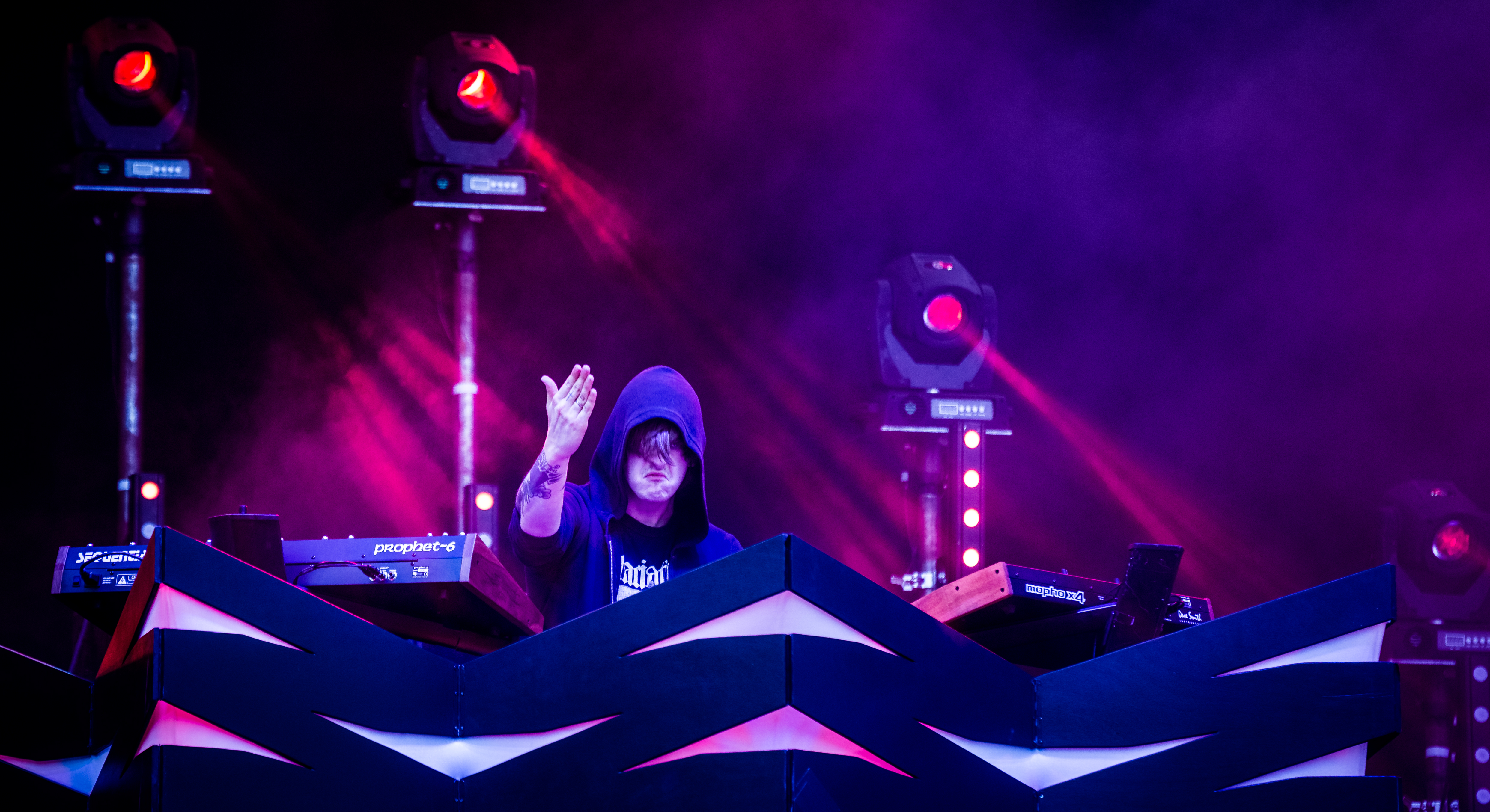
Джеймс Кент на концерте

По признанию музыканта, записывая альбом, он старается сделать его лучше предыдущего. Именно поэтому Dangerous Days, финальный результат должен был быть похожим на The Uncanny Valley. Проблема заключалась в том, что у Джеймса не хватало навыков, чтобы полностью реализовать свой замысел.  Во время создания The Uncanny Valley Джеймс начал слушать джаз, поэтому он решил создать в некоторых композициях смесь из джаза и электронной музыки, например, в «Femme Fatale». Помимо этого на звучание альбома оказал влияние метал, так как Perturbator с юности им увлекался. При создании The Uncanny Valley автор вдохновлялся музыкальными произведениями и кинематографом 70-х, 80-х и 90-х годов. В частности, на звучание повлияло культовое японское аниме «Призрак в доспехах», и такие фильмы, как «Бегущий по лезвию» и итальянский хоррор «Суспирия». А одна из композиций, «Neo Tokyo», названа в честь города, в котором разворачивались события аниме «Акира». Также на звучание повлияло творчество различных музыкантов, таких, как Tangerine Dream. До релиза к альбому вышло три сингла — «Neo Tokyo», «She Moves Like a Knife» и «Assasult». Первый трек был выпущен одновременно с релизом сингла «Angel’s Asylum» от Джона Карпентера. 
Обложка альбома была создана Ариэлем Цукер-Брюллом. Он впервые познакомился с дарксинтом, когда прослушал одну из композиций альбома I Am The Night, поэтому вскоре начал работать с Джеймсом Кентом. Во время сотрудничества художник также нарисовал обложку для мини-альбома Sexualizer и комикс без текста, который продавался вместе с пластинкой. На обложке иллюстратор решил изобразить футуристичный храм, а после обсуждения с музыкантом и обнажённую женщину на его фоне. По признанию Ариэля, он предпочитает рисовать фигуры, особенно женские. По его мнению, обнажённое тело привлекает внимание. По словам основателя Blood Music, известного под псевдонимом J, обложка была вдохновлена постерами к старым фильмам ужасов. Также образ обнажённой женщины был взят из альбомов метал-групп, таких, как Cannibal Corpse, Dimmu Borgir и Cradle of Filth. Однако из-за полуголой фигуры иллюстрацию было запрещено публиковать на Facebook.
Во время записи автор альбома понял, что некоторые композиции соответствовали духу пластинки, но не совсем подходили его стилю, и он решил собрать их в необработанном виде в мини-альбоме The Uncanny Valley — Bonus. Помимо них в пластинку вошли инструментальные версии двух песен из основного альбома и несколько ремиксов. Всего на пластинке было выпущено четыре новых трека и три переработанных. Мини-альбом был выпущен в тот же день, что и The Uncanny Valley, 6 мая 2016 года. После релиза он организовал тур по Европе в поддержку данного альбома с коллегами по лейблу: Dan Terminus и Gost. После выступлений Perturbator пережил выгорание, из-за чего The Uncanny Valley мог стать последним его детищем. Позднее он успокоил своих поклонников, и заявил, что продолжит выпускать пластинки. Композиции из The Uncanny Valley Кент регулярно стал добавлять в программу выступлений на сцене.

### Видеоклипы
Режиссёром видеоклипа к композиции «Sentient» выступил Valenberg. До сотрудничества с Джеймсом Кентом, он рисовал пиксельные картины в жанре киберпанк. Первоначально планировалось, что будет записан клип с живыми актёрами с бюджетом 30 тысяч долларов. Однако оказалось, что это слишком дорого. Тогда продюсеры решили вставить в ролик рекламу пива, но музыкант и основатель Blood Music были против. Именно после этого был нанят Valenberg. Он нарисовал раскадровку и коротко рассказал о своих идеях для клипа и, после совещания с лейблом, принялся за работу. Это был его первый видеоклип. Клип выполнен в пиксельной графике, напоминающей игру Indiana Jones and the Fate of Atlantis и с помощью героя байкера показывает город, о котором поётся в других композициях альбома. 
Клип для композиции «Venger» был снят Дэвидом Фиттом и Федерико Пелатом. Раньше Дэвид Фитт работал в крупных компаниях — Citroen и Sony Music. Помимо этого он был специалистом по спецэффектам, отвечающим за голограммы для «Бегущего по Лезвию 2049». Они познакомились во время съёмок данного фильма, после чего совместно поставили короткометражный фильм. Когда Пелату предложили снять клип, тот решил пригласить Дэвида. Клип был снят с живыми актёрами. Визуальным рядом напоминает фильм «Бегущий по лезвию 2049» и аниме «Призрак в доспехах». Некоторые сравнивают «Venger» с клипом к композиции «Turbo Killer» от Carpenter Brut. Видео получило очень хорошие отзывы как от обозревателей, так и от слушателей. В клипе продемонстрирован Токио будущего, на улицах которого четверо человек сражаются с силовыми структурами, управляемыми человеком в маске.

## Об альбоме

### Концепция
Токио — 2112 год н.э.

Чёрная церковь — это место, где они вербуют своих фанатиков. Уничтожьте их…
Бесполезная миссия. Смертельная ловушка. Четырёхлетнее погружение в извилистый лабиринт, из которого нет выхода.
The black church is where they recruit their fanatics. Destroy them…
Как и в предыдущем альбоме Джеймса Кента, в The Uncanny Valley действие происходит в вымышленной вселенной. Сюжет альбома продолжает  историю Dangerous Days, действие происходит в 2112 году. В альбоме повествуется о высокотехнологичном Токио будущего, где царствует жестокость и несправедливость. Главный герой борется с религиозным культом, мечтающим поработить жителей города, который возник после войны с машинами в Dangerous Days. Пока главные герои уничтожают андроидов, те создают новых роботов из людей путём «сексуального депрограммирования». В итоге эта борьба превращается в войну людей и культа машин. 
По признанию музыканта, этот альбом рассказывает историю о машинах, ставших более развитыми, чем их создатели. Также Джеймс отметил, что вдохновлялся мысленным экспериментом о могущественном недоброжелательном суперкомпьютере, Василиске Роко. J заявил, что женщины, изображённые на обложках альбомов Perturbator изображены гиперсексуализированными, но при этом они играют важную роль в «сюжете» альбома и соответствуют концепции роковой женщины. В описании к The Uncanny Valley — Bonus было написано, что мини-альбом представляет из себя эпилог и развивает темы, рассказанные в The Uncanny Valley. На сайте Last Rites было высказано предположение, что само название (с англ. — «Зловещая долина») музыкант выбрал, так как в альбоме рассказывается про человекоподобных роботов.

### Музыка
Для записи в альбоме активно используются ударные инструменты и  синтезаторы, звучание которых было сделано зловещим. Помимо них в некоторых композициях используются ещё и гитары. Данный альбом записан в жанре дарксинт, подвиде синтвейва. Музыка похожа на творчество Dan Terminus и Carpenter Brut и выполнена в стилистике, напоминающей о фильмах, видеоиграх 80-х годов и работ Джона Карпентера. Многие композиции были вдохновлены металом, поэтому некоторые песни звучат агрессивно. Помимо этого, звучание композиций схоже с индустриальной музыкой 90-х. Однако в данном альбоме встречаются и более спокойные песни, звучание которых схоже с джазом или эмбиентом. В некоторых композициях присутствует вокал. Грета Линк была в песне «Venger» и Хейли Стюарт в «Sentient». Песни с их участием гораздо спокойнее, чем другие композиции. Большинство композиций в The Uncanny Valley динамичны и обладают быстрым агрессивным темпом, например, «The Cult of 2112» или «Diabolus Ex Machina». Некоторые песни, к примеру «Neo Tokyo», не набирают темп, а резко начинаются. Альбом стартует с данной композиции, которая была названа в честь города, в котором разворачивались события аниме «Акира». А завершает пластинку спокойный трек «The Uncanny Valley», по звучанию схожий с окончанием компьютерной игры. Пол Бодди охарактеризовал альбом, как «Жан Мишель Жарр на стероидах». Критики отмечали, что звучание схоже с музыкой из некоторых фильмов, таких как «Кунг Фьюри», «Полиция Майями» и «Драйв». Помимо этого, некоторые рецензенты утверждали, что музыка выполнена, как саундтрек к несуществующему фильму. 
The Uncanny Valley стал последним студийным альбомом  Perturbator в его старом стиле. Последними же произведениями, где присутствуют композиции синтвейв, являются его сборники B-Sides and Remixes I и B-Sides and Remixes II, куда вошли ремиксы не только его песен, но и других музыкантов. В 2017 году вышел мини-альбом New Model, который кардинально изменил стиль музыканта. В нём автор отошёл от эстетики 80-х и сделал музыку более футуристичной.

## Восприятие
| Оценки критиков | Оценки критиков |
| Источник        | Оценка          |
| --------------- | --------------- |
| La Grosse Radio | [ 32 ]          |
| Metalsucks      | [ 25 ]          |

Альбом был положительно оценён как музыкальными критиками, так и слушателями. Многие ресурсы отмечали, что альбом понравился любителям метала. Альбом стал очень популярным среди фанатов электронной музыки, из-за чего The Uncanny Valley, по мнению как рецензентов, так и слушателей, стал одним из лучших альбомов Джеймса Кента. Журналист Джефф Треппел назвал пластинку одним из самых ожидаемых релизов 2016 года. Престон Крам на сайте Electrozombies написал, что данный альбом оказал огромное влияние на дарксинт, поэтому весь жанр ассоциируется с The Uncanny Valley.
Критик на сайте La Grosse Radio написал, что данный альбом собрал в себе всё, что делает музыку Джеймса Кента успешной. Последний отметил впечатляющую работу над звуком и назвал альбом лучшим в творчестве Perurbator на 2016 год. На сайте Electrozombies The Uncanny Valley занял первое место в списке десяти лучших дарксинт-пластинок. Также критик написал, что альбом на 2021 год являлся лучшим представителем жанра. Пол Бодди на сайте Electricityclub отметил, что альбом обязателен к прослушиванию даже тем, кому синтвейв не нравится. Помимо этого он похвалил Кента, сказав, что такие, как он, дают понять, что на синтезаторах всё ещё почётно играть. Критик с сайта MetalSucks подчеркнул влияние различных фильмов на альбом и отметил схожесть музыки со звучанием саундтрека фильма «Трон: Наследие». Он похвалил альбом, написав, что некоторые композиции способны породить в воображении потрясающую сцену погони. Тем не менее, критик отметил, что некоторые песни в альбоме не оправдывают ожиданий. Также на этом сайте композиция «Neo Tokyo» вошла в список лучших композиций в жанре синтвейв для поклонников метала.

## Список композиций
| №                   | Название                 | Длительность |
| ------------------- | ------------------------ | ------------ |
| 1.                  | «Neo Tokyo»              | 4:13         |
| 2.                  | «Weapons for Children»   | 5:26         |
| 3.                  | «Death Squad»            | 4:26         |
| 4.                  | «Femme Fatale»           | 5:34         |
| 5.                  | «Venger»                 | 5:08         |
| 6.                  | «Disco Inferno»          | 6:09         |
| 7.                  | «She Moves Like a Knife» | 5:33         |
| 8.                  | «Sentient»               | 5:32         |
| 9.                  | «Diabolus Ex Machina»    | 4:39         |
| 10.                 | «Assault»                | 4:08         |
| 11.                 | «The Cult of 2112»       | 3:58         |
| 12.                 | «Souls at Zero»          | 6:20         |
| 13.                 | «The Uncanny Valley»     | 6:54         |
| Общая длительность: | Общая длительность:      | 1:08:06      |